# Urso
La zona arqueológica de la antigua ciudad de Urso, Osuna (Provincia de Sevilla, España) se asienta sobre una plataforma calcarenítica de época terciaria, de 398 metros de altitud, que forma parte del reborde norte de la Subbética, y desde donde se domina una amplia extensión de la campiña circundante. Esta meseta presenta diferentes perfiles, unos más abruptos que otros, que han condicionado el crecimiento de la fundación romana. Asimismo, este hecho ha favorecido el desarrollo del urbanismo histórico hacia el oeste, lo que determina la peculiaridad del yacimiento, ya que en Osuna no se produce el fenómeno de superposición de ciudades, tan frecuente en otras poblaciones andaluzas. En este caso, la ocupación humana del lugar a lo largo de la historia ha conocido desplazamientos laterales y descendentes, de modo que las distintas partes de que se compone el yacimiento están en relación directa con los diversos períodos históricos que este abarca. 
Urso estaba atravesada por la vía que unía Hispalis con Antikaria, perpetuada hoy por la Vereda Real de Granada, que cruza el yacimiento de este a oeste. La importancia de Urso en la antigüedad queda reflejada en las referencias de diversos autores clásicos, tales como Apiano, Diodoro Sículo, Julio César, Estrabón o Plinio el Viejo. Pero más significativas aún que estas citas son los numerosos hallazgos arqueológicos de todo tipo acaecidos en el yacimiento, entre los que destacan especialmente los relieves de guerreros indígenas (procedentes de una tumba monumental), y la ley colonial denominada Bronces de Osuna, uno de los testimonios epigráficos más importantes del mundo romano. 
Las excavaciones acometidas en Osuna desde 1903 han puesto al descubierto estructuras de hábitat, fortificación o necrópolis pertenecientes a épocas diversas, que abarcan desde el período orientalizante hasta la Edad Media, todo lo cual confirma una prolongada continuidad del poblamiento en la zona. De entre los numerosos restos constructivos que aún se conservan destacan el teatro y las tumbas hipogeas de la Vereda Real de Granada. 
Según se deduce de los restos arqueológicos superficiales, entre los que han aparecido numerosos fragmentos de cerámicas bruñidas y pintadas con temas geométricos, el origen de Osuna habría que situarlo en el Bronce Final, hacia el año 1000 a. C. El impacto de las colonizaciones fenicias se dejó sentir pronto en Osuna, como lo demuestran los ajuares de las tumbas, excavadas en 1903 de P. París y A. Engel, datadas hacia el siglo VII a. C. A Osuna llegarían los productos fenicios de Gadir (Cádiz) a través de las rutas interiores de comercio seguidas por los colonizadores para establecer contacto con las élites tartésicas del valle del Guadalquivir. 

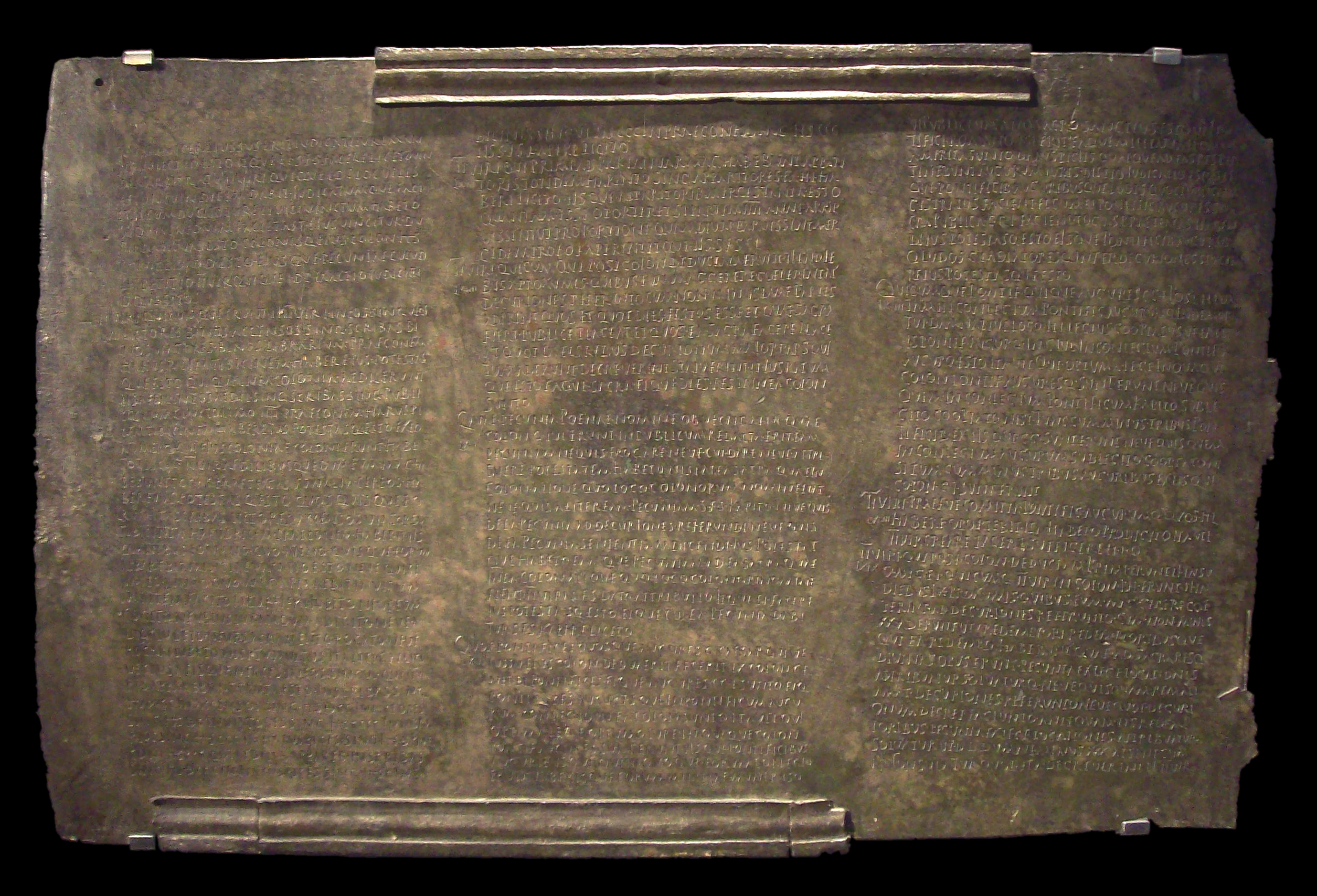
Tabla 1 de la Lex Ursonensis (M.A.N., Madrid)

Osuna aparecería muy tempranamente en los textos clásicos, si se refiriera a ella la mención de Apiano de una "Orso" como refugio invernal de las tropas de Gneo Escipión en el año 212 a. C., en el transcurso de la segunda guerra púnica, si bien parece inverosímil que a estas alturas de la guerra los romanos pudieran invernar en medio del territorio cartaginés. Posteriormente se cita Urso como lugar de paso de las tropas que Fabio Máximo dirigía contra Viriato. Acuñó monedas, en algunas de las cuales aparece un oso, ya que los romanos asociaron el nombre de Urso con el latín ursus ('oso').
La ciudad llegó a ser uno los baluartes principales de los hijos de Pompeyo en su lucha contra César, y se mantuvo como último escollo frente a éste tras la batalla de Munda y la rendición de otras ciudades del bando pompeyano.
Tras un largo asedio, la ciudad cayó en manos de César, quien la convirtió en colonia, otorgándole el estatuto de "colonia de ciudadanos romanos", con el nombre de "Colonia Genetiva Iulia". Parte de la ley de fundación colonial se conserva en el Museo Arqueológico Nacional de Madrid, y es conocida como Lex Ursonensis. La ciudad se convirtió después en uno de los centros más desarrollados de la Bética, formando parte del "Conventus Astigitanus", cuya capital era la ciudad de Astigi (Écija). A fines del siglo I d. C. Plinio el Viejo la cita como Colonia Genetiva Urbanorum Urso (Plinio, op. cit., III.12). 
Durante la época visigoda y musulmana la ciudad permanece en un segundo plano. 
Posteriormente, tras la conquista cristiana de al-Ándalus, y coincidiendo con el apogeo de sus señores, los Condes de Ureña, Osuna se convierte en el centro de una extensa comarca, como aún lo es en la actualidad.